# Rechtsmisbruik (België)
Rechtsmisbruik is in België het uitoefenen van een recht op een wijze die kennelijk de grenzen te buiten gaat van de normale uitoefening van dat recht door een voorzichtig en redelijk persoon, in dezelfde omstandigheden geplaatst. Dit is de algemene toepassing van rechtsmisbruik.

## Verbod
Op rechtsmisbruik staat een jurisprudentieel ontwikkeld verbod. Het verbod op rechtsmisbruik is een algemeen rechtsbeginsel.

### Rechtsgrond
De rechtsgrond van het verbod op rechtsmisbruik in contractuele relaties is gestoeld op art. 1134, derde lid BW:
Zij (de overeenkomsten) moeten te goeder trouw worden ten uitvoer gebracht.
De goede trouw kent dus een matigende werking.
De rechtsgrond van het verbod op rechtsmisbruik in buitencontractuele relaties vindt men in art. 1382 BW:
Elke daad van de mens waardoor aan een ander schade wordt veroorzaakt, verplicht degene door wiens schuld de schade is ontstaan, deze te vergoeden.
Rechtsmisbruik maakt aldus een fout uit.

#### Wettelijke bepalingen
Hoewel rechtsmisbruik niet wettelijk is geregeld, ziet sommige rechtsleer toepassingen ervan in bepaalde wetgeving. Een voorbeeld hiervan is te vinden in toevallige mede-eigendom, waarbij mede-eigenaars gedwongen kunnen worden deel te nemen aan daden van beheer waarvan de rechter de noodzakelijkheid erkent. Een ander voorbeeld is het procesrechtsmisbruik. 
In het vennootschapsrecht verbinden in de maatschap de bij meerderheid genomen beslissingen de vennoten niet in geval van rechtsmisbruik. Ook besluiten van een orgaan van een rechtspersoon of van de algemene vergadering van obligatiehouders kan nietig worden verklaard wegens rechtsmisbruik.

## Specifieke toepassingsgevallen
Rechtsmisbruik kent, naast het algemeen criterium, vijf verdere toepassingen:
- het uitoefenen van een recht met het exclusief oogmerk om te schaden;
- het uitoefenen van een recht zonder redelijk en voldoende belang terwijl men schade berokkent (vergelijk § 226 BGB);
- het evenredigheids- of proportionaliteitscriterium: het uitoefenen van een recht waarbij een nadeel wordt toegebracht dat niet in verhouding staat tot het door de houder van dat recht beoogde of verkregen voordeel;
- het uitoefenen van een recht met een ander doel dan datgene waarvoor het recht aan de houder ervan is toegekend;
- het uitoefenen van het recht op een wijze die objectief gezien onverenigbaar is met het gedrag van de houder ervan, waarmee hij aldus het rechtmatig vertrouwen beschaamt dat hij bij een ander heeft doen ontstaan.

## Verbod op rechtsmisbruik toegepast op vrijheden

### Ziekenhuisarrest
Sinds het cassatiearrest van 7 oktober 2011, het zgn. Ziekenhuisarrest, kan het verbod op rechtsmisbruik ook worden toegepast op vrijheden.
In casu betrof het twee Waalse ziekenhuizen die fusioneerden. Negen van de tien artsen verkregen in het nieuwe fusieziekenhuis een verbeterd artsstatuut, terwijl de overblijvende arts het oude statuut behield. De aanvraag tot het verkrijgen van het nieuwe statuut door de overblijvende arts werd door het ziekenhuis geweigerd.
Het Hof oordeelde als volgt:

De weigering om te contracteren kan een rechtsmisbruik opleveren wanneer het aanwenden van de vrijheid om niet te contracteren wordt gebruikt op een wijze die kennelijk de grenzen overschrijdt van de normale uitoefening van die vrijheid door een bedachtzaam en omzichtig persoon.

Het Hof vervolgde: 

Het bestreden arrest, dat oordeelt dat de theorie van het rechtsmisbruik op deze zaak niet kan worden toegepast op grond dat “het geschil niet ontstaan is uit het misbruik van een recht door [de verweerster], maar wel uit haar verzuim om een bijkomende rechtshandeling te stellen die erin bestaat een nieuwe overeenkomst te sluiten of de tussen de partijen aangegane overeenkomst te wijzigen teneinde te beantwoorden aan de wens [van de eiser] om net zoals zijn collega’s van pediatrie ‘het statuut van geïntegreerd geneesheer’ te genieten”, verantwoordt niet naar recht zijn beslissing dat de verweerster mocht weigeren de eiser het genot van dat statuut van 1 september 1998 tot 28 april 2002 toe te kennen.

Artikel 54 van Handvest van de Grondrechten van de Europese Unie bepaalt dat geen van de bepalingen van dit handvest mogen worden uitgelegd alsof zij het recht zouden inhouden enige activiteit aan de dag te leggen of enige daad te verrichten met als doel de rechten of vrijheden die in dit handvest zijn erkend, teniet te doen of de rechten en vrijheden verdergaand te beperken dan door het handvest is toegestaan.
Artikel 17 van het Europees Verdrag voor de Rechten van de Mens bepaalt:
Geen der bepalingen van dit Verdrag mag worden uitgelegd als zou zij voor een Staat, een groep of een persoon het recht inhouden enige activiteit aan de dag te leggen of enige daad te verrichten welke ten doel heeft de rechten of vrijheden welke in dit Verdrag zijn vermeld, te vernietigen of deze rechten en vrijheden meer te beperken dan bij dit Verdrag is voorzien.

## Sanctie
Het recht waarvan de uitoefening het voorwerp uitmaakte van rechtsmisbruik, wordt niet verbeurdverklaard of ontnomen. De sanctie die op rechtsmisbruik staat, is de reducering naar een normale rechtsuitoefening. Soms is dit evenwel niet mogelijk, wanneer bijvoorbeeld een recht maar eenmaal kan worden uitgeoefend, zoals bij een schuldvordering.
Indien het rechtsmisbruik schade heeft veroorzaakt, moet die vergoed worden.

## Matiging
Sinds 3 februari 2017 voert het Hof van Cassatie controle uit op de motivering van een gerechtelijke beslissing waardoor een van de partijen een voor zich gunstig vonnis bekomt door zich in het geschil te beroepen op het rechtsmisbruik van de wederpartij.

## Nieuw Burgerlijk Wetboek
Boek 1 van het Nieuw Burgerlijk Wetboek, zoals ingevoerd bij Wet houdende boek 1 "Algemene bepalingen" van het Burgerlijk Wetboek van 28 april 2022 (Belgisch Staatsblad 1 juli 2022) codificeert het concept rechtsmisbruik zoals ontwikkeld door de rechtspraak in artikel 1.10. Dat artikel bepaalt:
Art. 1.10. Rechtsmisbruik
Niemand mag misbruik maken van zijn recht.
Wie zijn recht uitoefent op een wijze die kennelijk de grenzen te buiten gaat van de normale uitoefening van dat recht door een voorzichtig en redelijk persoon in dezelfde omstandigheden geplaatst, maakt misbruik van zijn recht.
De sanctie voor een dergelijk misbruik bestaat in de matiging van het recht tot zijn normale rechtsuitoefening, onverminderd het herstel van de schade die het misbruik heeft berokkend.